# Sam Horrigan

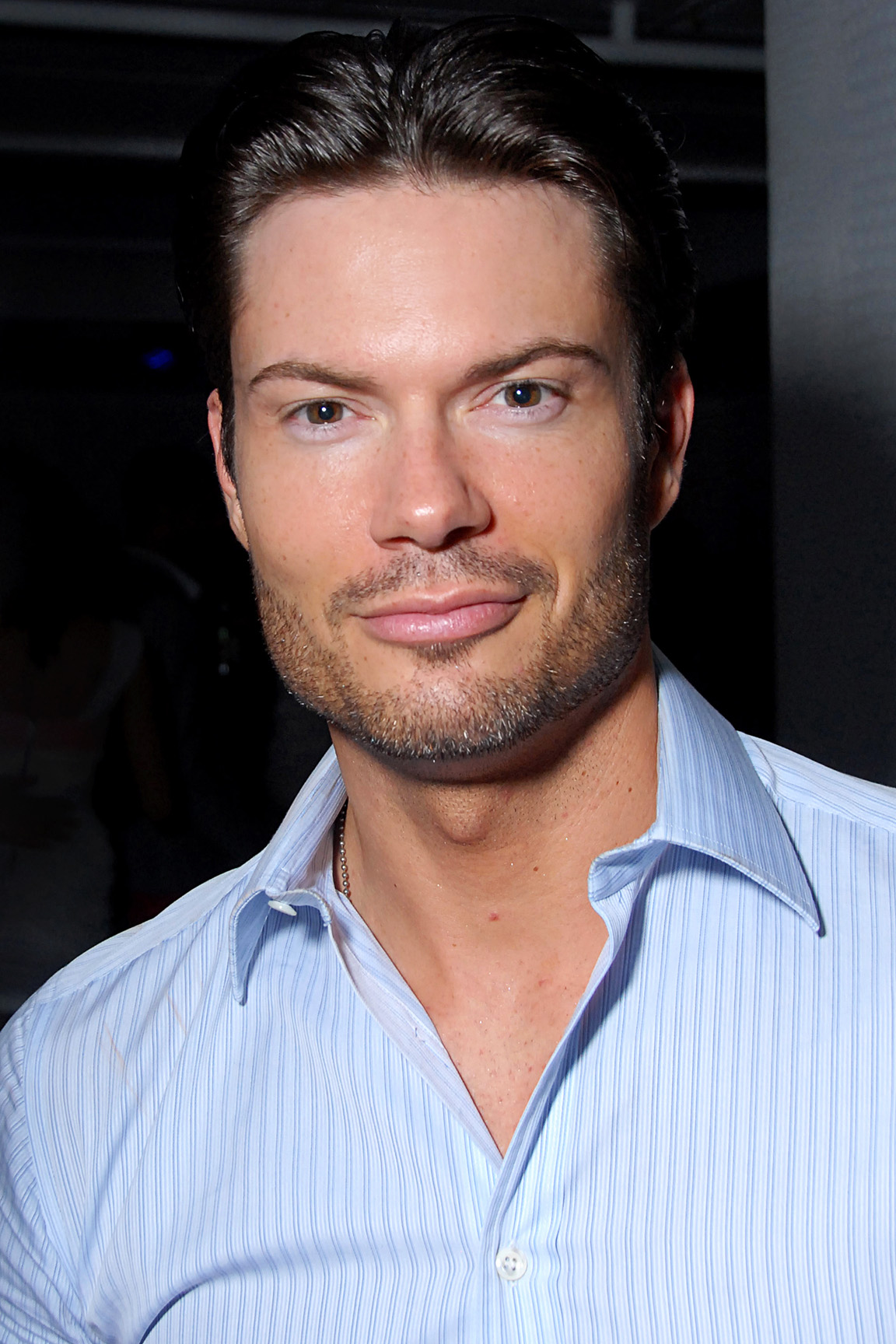
Sam Horrigan (12. Mai 2012)

Samuel Emmett Horrigan (* 23. August 1981 in Sacramento County, Kalifornien) ist ein US-amerikanischer Schauspieler. 

## Leben
Samuel Emmett Horrigan debütierte mit 10 Jahren in der Fernsehproduktion What If, die 1992 ausgestrahlt wurde. Mit den beiden Spielfilmen Kleine Giganten und Soulskater – Vier Freunde auf Rollen sowie seinem zweijährigen Auftritt in der Fernsehserie Grace hatte Horrigan seine größten Erfolge.

## Filmografie (Auswahl)

### Film
- 1992: What If
- 1993: Randy räumt auf (Remote)
- 1994: Allein mit Dad & Co (Getting Even with Dad)
- 1994: Children of the Dark – Ein Leben in Dunkelheit (Children of the Dark)
- 1994: Kleine Giganten (Little Giants)
- 1995: Die Flucht zum Hexenberg (Escape to Witch Mountain)
- 1998: Soulskater – Vier Freunde auf Rollen (Brink!)
- 2006: S.H.I.T. – Die Highschool GmbH (Accepted)

### Serie
- 1996–1998: Grace (Grace Under Fire, 38 Folgen)
- 2003: Keine Gnade für Dad (Grounded for Life, zwei Folgen)
- 2004: Meine wilden Töchter (8 Simple Rules, drei Folgen)
- 2006: Desperate Housewives (eine Folge)